# Звенигород
Звенигород (на руски: Звенигород) е град, разположен в Московска област, Русия. Населението му към 1 януари 2018 е 22 513 души.